# イオンモール水戸内原
イオンモール水戸内原（イオンモールみとうちはら、英： ÆON MALL MITO-UCHIHARA）は、茨城県水戸市内原二丁目に所在するイオンモール株式会社が管理・運営するモール型ショッピングセンター。
オープン時の中核店舗がジャスコの名を冠したジャスコ水戸内原店だったこともあり、「内ジャス」（うちジャス）の愛称で呼ばれることもある。

## 概要
2005年（平成17年）11月11日に「イオン水戸内原ショッピングセンター」の名称でグランドオープンした。グランドオープン時の店舗面積は約68,000m²、駐車場収容台数は4,500台で、北関東で有数の大型店舗である。
福田組の設計・施工による建物は地上5階建て、グランドオープン時は長さ約200mのエンクローズドモールを有する形態で、イオン専門店街の通路の中央は1階部分から3階部分まで吹き抜け（高さ24m）となっているほか、1階部分の通路幅は8mを確保している。
モールの前を国道50号内原バイパスが走り、常磐自動車道水戸インターチェンジから車で約5分程度、常磐線内原駅から徒歩約7分程度の場所に位置しているなど、アクセスにも比較的優れている。また、水戸駅や内原駅からモールまでの路線バスも運行されている。
近辺はモール開業前は田園地帯であったが、開業後は量販店や飲食店が複数出店するなど、ロードサイド型の商業施設が増加している。
2007年（平成19年）9月22日に現行の名称に改称された。

### 第1期リニューアル
モール敷地内の北側の国道50号に面した駐車場部分に建物を長さ約130m、店舗面積約12,000m²を新築増床し、2012年（平成24年）12月6日にリニューアルオープン。
この増床により建物総延長約330m、総店舗面積約80,000m²となり、茨城県内最大級規模のショッピングセンターとなった。
ほぼ同時期に、イオン水戸内原店もリニューアルした。

### 第2期リニューアル
イオンモール専門店街の店舗を多数入れ替え、専門店街2階の大型家具専門店『Francfranc』跡地に水戸小町という新エリアを作り、2016年（平成28年）4月15日にリニューアル。
それに先駆けて、2015年（平成27年）11月20日、イオン水戸内原店が茨城県内初のイオンスタイル業態「イオンスタイル水戸内原」としてリニューアルオープンした。

### 第3期リニューアル
2019年（平成31年）3月21日に、新規店舗18店を導入、既存店の移転・改装を含め計29店を一新した。リニューアルコンセプトを「お客様から愛される地域NO, 1モールへ」とし、大型デジタルサイネージの導入や、子供の遊び場の拡大といった改装を行った。

## 主なテナント
2023年（令和5年）12月28日現在
核テナントのイオンスタイル水戸内原のほか、約200店舗の専門店テナントが出店している。出店しているテナント全店の一覧・詳細情報は公式サイト「ショップリスト」を、営業時間およびATMを設置する金融機関の詳細は公式サイト「営業時間・サービス案内」を参照。

### イオンスタイル水戸内原
建物東側の1階から3階がイオンスタイルで、1階は「食料品と美と健康のフロア」、2階は「ファッションのフロア」、3階は「キッズとホームファッションのフロア」である。

### 大型専門店
建物西側を中心に、大型専門店を配している。
- スポーツオーソリティ（1階）
- 無印良品（1階）
- ユーズランド（YOU'S LAND）（アミューズメント、2階）
- ユニクロ（2階）
- H&M（2階）
- Niko and...（2階）
- ZARA（2階）
- R.O.U（2階）
- ライトオン（3階）
- ムラサキスポーツ（3階）
- WEGO（3階）
- 未来屋書店（3階）
- ダイソー（3階）
- 島村楽器（3階）

など

#### TOHOシネマズ水戸内原
3階にあるTOHOシネマズ運営によるシネマコンプレックス。 8スクリーン・1,596席（車椅子14席含む）を有する。
- 2005年（平成17年）11月9日 - 東宝東日本興行の運営・経営により開館。
- 2008年（平成20年）3月1日 - 運営・経営がTOHOシネマズへ移管。
- 2023年（令和5年）2月18日 - リニューアルオープン[15]。ロビーの内装の変更のほか、北関東地区で初めてドリンクステーションを導入した[16]。

| No. | 座席数 | 車椅子 | サイズ(m) | サイズ(m) | 備考 |
| No. | 座席数 | 車椅子 | 縦        | 横        | 備考 |
| --- | ------ | ------ | --------- | --------- | ---- |
| 1   | 347    | 2      | 5.5       | 13.2      |      |
| 2   | 246    | 2      | 4.8       | 11.5      |      |
| 3   | 286    | 2      | 5.2       | 12.4      |      |
| 4   | 105    | 2      | 2.9       | 7.0       |      |
| 5   | 121    | 2      | 2.9       | 7.0       |      |
| 6   | 306    | 2      | 5.6       | 13.3      |      |
| 7   | 89     | 1      | 2.8       | 6.8       |      |
| 8   | 96     | 1      | 2.8       | 6.8       |      |
| 計  | 1,596  | 14     |           |           |      |

## 駐車場
建物の4階・5階と屋上のほか、建物周囲に平面駐車場や臨時駐車場が設置されている。
イオンモールでは初めて平面駐車場14台分に「身障者駐車場確保システム」が導入されている。このシステムは予め登録した顧客にリモコンを貸与し、リモコン操作でゲートを開閉することにより専用駐車場に入庫できるものである。これ以外に、通常の身体障害者専用駐車スペースが42台分用意されている。
土休日は駐車場が満車になる場合が多く、来店の際は注意が必要である。

## トイレ
バリアフリー対応の「みんなのトイレ」を12か所設置している。開業時点ではうち3か所がオストメイト対応となっていた。

## アクセス
（出典：）
自動車
- 常磐自動車道水戸インターチェンジから車で約5分程度。

鉄道
- 常磐線内原駅から徒歩約10分。

路線バス
- 茨城交通により以下の路線が運行されている。
  - 内原駅経由内原循環
  - 内原駅経由鯉渕営業所行き
  - 大塚・赤塚駅北口・大工町経由水戸駅行き
  - 大塚・双葉台・赤塚駅北口・新原経由茨大前営業所行き